# Деркачі (Сумський район)
Деркачі́ —  село в Україні, у Садівській сільській громаді Сумського району Сумської області. Населення становить 14 осіб. До 2020 орган місцевого самоврядування — Голубівська сільська рада.

## Географія
Село Деркачі знаходиться на відстані до 1,5 км від сіл Голубівка, Коломийці і Сіробабине.

## Історія
12 червня 2020 року, відповідно до Розпорядження Кабінету Міністрів України № 723-р «Про визначення адміністративних центрів та затвердження територій територіальних громад Сумської області» увійшло до складу Садівської сільської громади.
19 липня 2020 року, в результаті адміністративно-територіальної реформи та ліквідації Лебединського району, село увійшло до складу новоутвореного Сумського району.